# Franklin Van Valkenburgh
Franklin Butler Van Valkenburgh (Minneapolis, 5 avril 1888 - Pearl Harbor, 7 décembre 1941) fut le dernier commandant de l'USS Arizona. Il fut tué lorsque l'Arizona explosa et coula pendant l'attaque de l'armée japonaise sur Pearl Harbor.